# Playa de Llolleo
La Playa de Llolleo se encuentra en la localidad de Llolleo, comuna de San Antonio, Región de Valparaíso, Chile. 
Esta playa forma parte del sistema humedal de la desembocadura del río Maipo, un ecosistema más amplio que incluye al Humedal Ojos de Mar y que en 2010 fue reconocido como un Área Importante para la Conservación de las Aves (AICA) o sitio IBA, por sus siglas en inglés, por BirdLife International, debido a su relevancia como hábitat de aves playeras.
Es la única playa que queda en la comuna de San Antonio debido a que la ciudad históricamente le ha cedido el borde costero al desarrollo portuario. Actualmente su existencia está amenazada por el megaproyecto Puerto Exterior de San Antonio, que pretende expandir el puerto actual, eliminando el acceso al mar para más de 130.000 habitantes.
A lo largo de su historia, la playa también ha tenido un rol significativo en el ámbito cultural, siendo un concurrido balneario para veraneantes en el siglo XX, así como un sagrado sitio ceremonial para las comunidades mapuche-lafkenche, que actualmente reivindican su cosmovisión y protegen la playa como territorio Menoko. También constituye el medio de vida de los pescadores artesanales de la Caleta Boca del Río Maipo, representando uno de los pocos sitios en Chile donde aún se practica la ancestral tradición de la pesca Chinchorro.

## Geomorfología
La Playa de Llolleo tiene una longitud aproximada de 1,85 kilómetros y una orientación predominante de NNE-SSO, lo que la expone directamente al oleaje proveniente del suroeste. Su trazado rectilíneo y su proximidad a la desembocadura del río Maipo la convierten en un espacio caracterizado por la interacción constante entre procesos marinos y fluviales. Las arenas de la playa presentan una tonalidad oscura, resultado del alto contenido de materiales de origen volcánico, aportados principalmente por los sedimentos acarreados por el río Maipo.
La morfología de la playa ha sido alterada significativamente por factores antrópicos. La construcción del puerto de San Antonio, específicamente su molo sur, provocó un ensanchamiento estimado de aproximadamente 600 metros entre 1912 y 1934. Este fenómeno se debe a que el molo actuó como una barrera que detuvo la deriva litoral, acumulando sedimentos transportados hacia el norte por el río Maipo. Estos aportes sedimentarios han permitido que la playa mantenga condiciones favorables para su alimentación, contrarrestando en parte el poder erosivo del mar sobre su orilla, fenómeno que es conocido con el nombre de  progradación.

## Historia
En 1912 la llegada del ferrocarril, a través de la Estación Llolleo, marca un hito en el desarrollo, propiciando el aumento de población. Su microclima la ha convertido en un destino para aquellos aquejados de afecciones cardíacas y las personas mayores buscando un refugio más sereno y apacible que otros balnearios cercanos. En aquella época, las dunas de Llolleo eran una atracción para los habitantes del balneario, como también lo era recorrer la playa o las riberas del río Maipo, donde se podían hacer paseos en bote desde el embarcadero de la Hostería Tejas Verdes.
En 1970, bajo el gobierno de Salvador Allende, Llolleo jugó un papel clave en el desarrollo del Plan de Balnearios Populares, una iniciativa de la Unidad Popular que buscaba garantizar el acceso de las familias trabajadoras a vacaciones dignas y saludables.Durante la primera etapa del plan, conocida como "Tipo P", se estableció el “Camping de Llolleo” en la entrada de la playa de Llolleo, en lo que hoy es el Parque DYR. Este espacio ofrecía comodidades como agua potable, electricidad, duchas, baños y locales comerciales, y se convirtió en un importante punto de encuentro para las familias de San Antonio y de los alrededores, quienes se instalaban con sus carpas para vacacionar.El camping fue destacado en el cortometraje “Balnearios Populares” (1972), donde una veraneante lo describió como:

“una magnífica oportunidad para la gente de bajos recursos, para que pueda tomar aire y sol, y los niños de nuestro pueblo puedan tonificarse, puedan tomar sol y puedan hacer ejercicio y puedan gozar también de lo que gozan los niños de mejores recursos”
Cortometraje “Balnearios Populares” (1972)

Durante esos años, la playa contó con servicios como salvavidas, vestuarios, comercios y paseos a caballo, consolidándose como un balneario muy concurrido.Sin embargo, a fines de la década de 1980, los altos niveles de contaminación del río Maipo y el emisario, junto con el avance del desarrollo portuario, comenzaron a afectar la popularidad de la playa. En 2009, la Empresa Portuaria de San Antonio (EPSA) compró al fisco terrenos clave para el acceso a la playa y empezó a restringir el ingreso por motivos de seguridad, lo que generó tensiones con la comunidad local debido a la restricción de acceso a la playa.En 2010, durante el primer gobierno de Sebastián Piñera, el Ministerio de Transportes y Telecomunicaciones, encabezado por el exministro Felipe Morandé, emitió el Decreto Supremo N°130 que otorgó a EPSA los sectores Bodegas Ex Camanchaca y Cantera, dominios que abarcan casi la totalidad del borde costero de la comuna.Esto se tradujo en que la playa de Llolleo, además de las Lagunas de Llolleo o Humedal Ojos de Mar, ahora podían ser utilizadas por la empresa portuaria para la expansión del puerto. Este hecho generó rechazo ciudadano, con protestas ante el hecho de que San Antonio se convirtiera en una ciudad sin playa,dado que históricamente, la ciudad ha cedido el espacio costero al desarrollo portuario, primero perdiendo la parte norte de la playa de San Antonio durante la construcción del puerto, después el sector playa de Barrancas y finalmente la playa Montemar.
Los lugareños indican que, durante años, la playa de Llolleo quedó abandonada y rodeada por faenas portuarias, lo que dificultó el acceso a esta. Solo los lugareños continuaron visitándola, manteniendo vivo el vínculo con el lugar. En los últimos años, especialmente tras la pandemia de COVID-19 en 2020, la playa ha vivido un resurgimiento, atrayendo nuevamente a visitantes que valoran su entorno natural y la posibilidad de desconexión.Este renacimiento refleja el esfuerzo de la comunidad local por recuperar un espacio clave para la identidad turística y cultural de San Antonio, destacándose incluso en escenarios internacionales como la COP 25.

## Patrimonio natural
La Playa de Llolleo forma parte integral del sistema humedal de la desembocadura del río Maipo, situado en la ribera norte de este importante curso de agua. Este sistema incluye el estuario del río, el estero El Sauce, las lagunas de Llolleo (también conocidas como Humedal Ojos de Mar), la vegetación ribereña y palustre, así como las formaciones de dunas y la playa arenosa que se extienden hacia ambas riberas de la desembocadura. Este sistema destaca por su biodiversidad y relevancia ecológica, albergando más de 190 especies de aves registradas históricamente en la zona.
En 2010, el área fue reconocida por BirdLife International como un Área Importante para la Conservación de las Aves (AICA) o sitio IBA, por sus siglas en inglés. Esto se justificó en la presencia regular de más del 1% de la población mundial de aves como el zarapito común (Numenius phaeopus), la gaviota garuma (Larus modestus), la gaviota de Franklin (Larus pipixcan) y el gaviotín elegante (Thalasseus elegans), este último catalogado como especie casi amenazada a nivel global. La playa de Llolleo cumple además una función clave al conectar el humedal Ojos de Mar con el Océano Pacífico, facilitando el tránsito de aves playeras que descansan en las lagunas y dunas cercanas, y que se acercan al mar para alimentarse, manteniendo un flujo constante entre estos ecosistemas durante el día y la noche.

## Patrimonio cultural

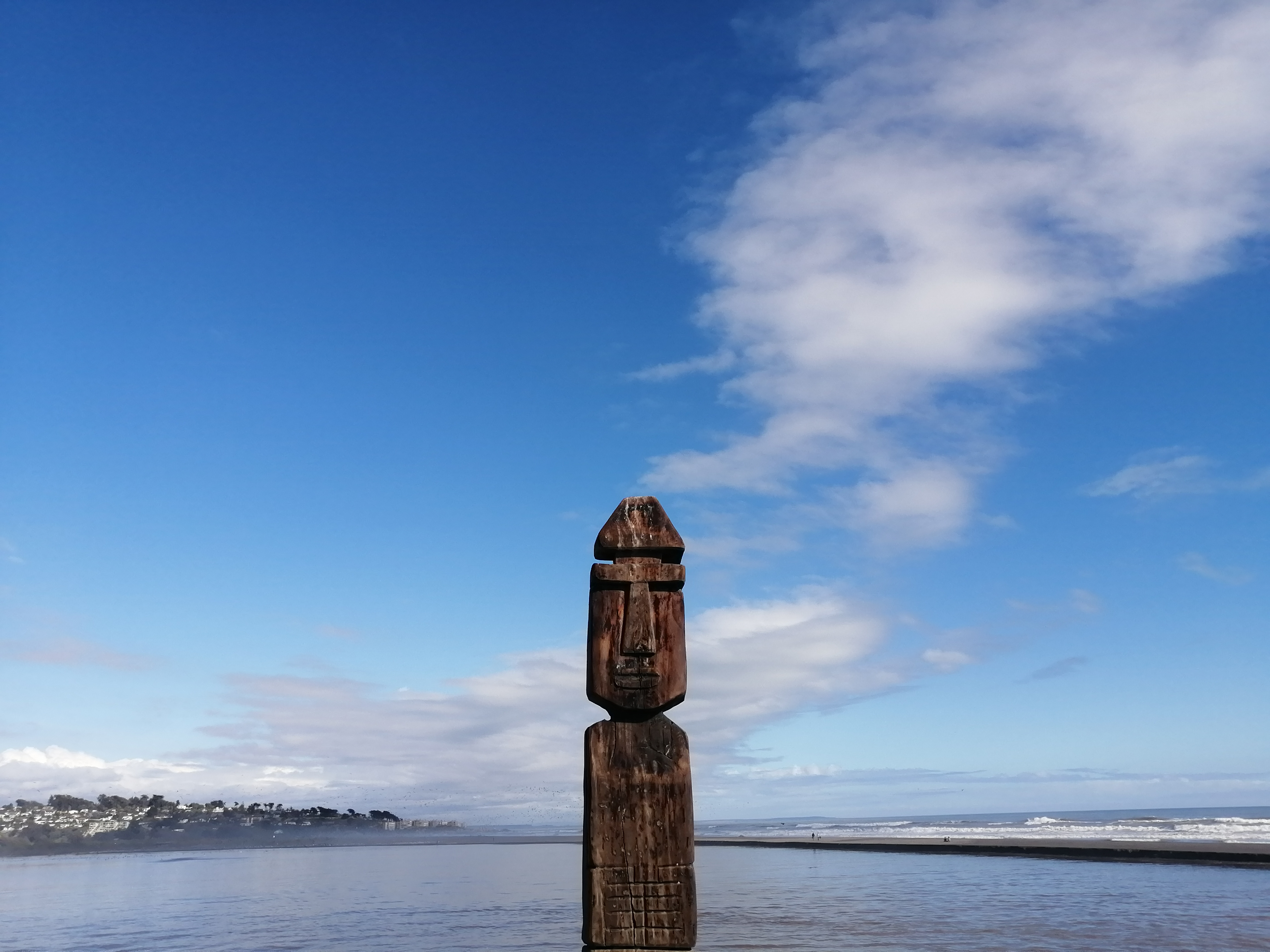
Chemamüll ubicado en la ribera norte de la desembocadura del Río Maipo, el cual mira hacia la Playa de Llolleo y el puerto de San Antonio. Fue instalada por la comunidad Mapuche Lafkenche de la comuna (Asociación Calaucán), como figura protectora del ecosistema.

La playa de Llolleo tiene una profunda relevancia cultural para los pueblos indígenas, destacando la labor de la Asociación Calaucán, una organización mapuche-lafkenche dedicada a la reivindicación y revitalización de la cosmovisión lafkenche. Esta asociación trabaja por la protección del territorio Menoko, que incluye el humedal Ojos de Mar y la playa de Llolleo. La comunidad mapuche-lafkenche reconoce la playa como un espacio sagrado y ancestral, donde realizan ceremonias  en conjunto con sus autoridades ancestrales, amparados en el derecho consuetudinario de uso y costumbres.
Un símbolo espiritual significativo de este territorio es el Chemamüll, un tótem de madera que representa un guardián del Mapu Lafken, instalado en la playa por las comunidades mapuche como expresión de su espiritualidad y conexión con el lugar. Sin embargo, este símbolo, que había estado presente en la playa de Llolleo desde 2021, desapareció principios de diciembre de 2024, un acto denunciado por las comunidades como una grave profanación de sus símbolos más sagrados.
Este lugar también tiene un alto valor arqueológico debido a la antigua presencia de los pueblos Bato, Llolleo y Aconcagua. Además, la playa de Llolleo y la desembocadura del río Maipo representan uno de los pocos lugares en Chile donde aún se practica la pesca chinchorro y el remiendo de redes, tradiciones ancestrales vinculadas a la cultura Aconcagua y culturas anteriores, con una antigüedad de aproximadamente 7.000 años.
En este contexto, la Caleta de Pescadores Boca del Río Maipo, la más antigua de la comuna de San Antonio, se erige como un ejemplo vivo de esta tradición. Los pescadores artesanales que mantienen esta práctica ancestral vieron su esfuerzo reconocido el 25 de septiembre de 2024, cuando el Concejo Municipal de San Antonio declaró la pesca chinchorro como Patrimonio Cultural Inmaterial Comunal, marcando un hito en la protección y difusión de este valioso legado.

## Conflicto socioambiental
La idea de construir un megapuerto comenzó a materializarse en 2009 con la adquisición de terrenos por parte de la Empresa Portuaria San Antonio (EPSA). Sin embargo, fue en 2020 cuando el proyecto Puerto Exterior se presentó formalmente al Sistema de Evaluación de Impacto Ambiental (SEIA). El diseño inicial contemplaba la intervención del Humedal Ojos de Mar mediante su relleno con cemento para habilitar un estacionamiento de camiones, una planta de hormigón y un puerto auxiliar, entre otras instalaciones.
En agosto de 2022, EPSA introdujo modificaciones al proyecto en respuesta a las más de 3.000 observaciones recopiladas durante el proceso de participación ciudadana en favor de la protección de este ecosistema. La modificación más destacada fue la exclusión del Humedal Ojos de Mar de los planes de intervención, no obstante, el plan mantuvo la intervención y eliminación de la playa de Llolleo, pasando a ser el lugar designado para la instalación de la zona logística.
En abril de 2024, el Humedal Ojos de Mar fue declarado Humedal Urbano bajo la Ley 21.202, pero el polígono protegido no incluyó la playa de Llolleo, a pesar de que la comunidad local y la Municipalidad de San Antonio solicitaron su incorporación. Esta iniciativa se fundamentó en la relevancia de la playa como ecosistema adyacente a las lagunas y hábitat de especies como el Pilpilén Común (Haematopus palliatus), clasificado como “Casi Amenazado” según el Reglamento de Clasificación de Especies Silvestres de Chile. Sin embargo, el Ministerio del Medio Ambiente desestimó esta inclusión al no cumplir con los criterios de delimitación establecidos en el artículo 8 del reglamento,relacionados con la presencia de vegetación hidrófita, suelos hídricos o un régimen hidrológico de saturación.
Actualmente, el proyecto Puerto Exterior permanece en evaluación ambiental. En 2025, el Servicio de Evaluación Ambiental (SEA) de la Región de Valparaíso otorgó a EPSA una extensión de plazo para la entrega de una adenda complementaria, que ahora se espera para el 10 de junio de 2025. Esta extensión, de 146 días, permitiría a la empresa integrar los resultados de más de 40 estudios ambientales y de ingeniería en su propuesta.
Mientras tanto, activistas ambientales y organizaciones locales enfatizan las crecientes amenazas de la expansión portuaria, la cual no solo eliminaría el acceso al mar para más de 130.000 habitantes, sino también comprometería a un sitio prioritario para la conservación de la Red Hemisférica de Aves Playeras. Ante este hecho, la Fundación Ojos de Mar ha hecho un llamado urgente a la movilización ciudadana.

## Actividades comunitarias
La playa de Llolleo es un espacio donde se desarrollan diversas actividades comunitarias orientadas a la interacción con el entorno y la conservación ambiental, incluyendo limpiezas de playa, encuentros artísticos y actividades educativas.
Las jornadas de limpieza de playa son organizadas frecuentemente por agrupaciones locales y colaboradores externos. Estas actividades buscan retirar los residuos acumulados, muchos de ellos arrastrados por el río Maipo y el oleaje, además de generar conciencia sobre los impactos de la contaminación costera. Una de estas iniciativas fue la campaña "Llolleo, Pesca tu Playa", realizada en abril de 2024, convocada por la Fundación Ojos de Mar en colaboración con la organización Parley.
Asimismo, la playa ha sido escenario de encuentros artísticos que combinan la reflexión cultural con la protección ambiental. Un ejemplo destacado fue el "Quipu de Encuentro Llolleo", liderado por la artista Cecilia Vicuña el 14 de diciembre de 2024. Inspirado en la técnica ancestral del quipu, el evento conectó el Humedal Ojos de Mar con el mar utilizando un gran cordón de lana de 300 metros que atravesó la playa de Llolleo, resaltando la relevancia del ecosistema en el ámbito cultural y ambiental.
Estas actividades, junto con su uso como sitio de estudio para profesores, escolares y científicos, zona de observación de aves, recreación y deporte, consolidan a la playa de Llolleo como un espacio significativo tanto para la comunidad local como para los visitantes, integrando elementos culturales, ambientales y educativos en su dinámica cotidiana.